# پیتنگا
پیتنگا شهری در شهرستان روکو در استان بام در بورکینافاسوی شمالی است و جمعیت آن ۱۹۹۷ نفر است.